# Seniški Breg
Seniški Breg – wieś w Słowenii, w gminie Kanal ob Soči. W 2018 roku liczyła 123 mieszkańców.